# Hornberg (Schwarzwald)
Hornberg is een gemeente in de Duitse deelstaat Baden-Württemberg, gelegen in het Ortenaukreis.
Hornberg telt 4.292 inwoners.
Achern ·
Appenweier ·
Bad Peterstal-Griesbach ·
Berghaupten ·
Biberach ·
Durbach ·
Ettenheim ·
Fischerbach ·
Friesenheim ·
Gengenbach ·
Gutach (Schwarzwaldbahn) ·
Haslach im Kinzigtal ·
Hausach ·
Hofstetten ·
Hohberg ·
Hornberg ·
Kappel-Grafenhausen ·
Kappelrodeck ·
Kehl ·
Kippenheim ·
Lahr/Schwarzwald ·
Lauf ·
Lautenbach ·
Mahlberg ·
Meißenheim ·
Mühlenbach ·
Neuried ·
Nordrach ·
Oberharmersbach ·
Oberkirch ·
Oberwolfach ·
Offenburg ·
Ohlsbach ·
Oppenau ·
Ortenberg ·
Ottenhöfen im Schwarzwald ·
Renchen ·
Rheinau ·
Ringsheim ·
Rust ·
Sasbach ·
Sasbachwalden ·
Schuttertal ·
Schutterwald ·
Schwanau ·
Seebach ·
Seelbach ·
Steinach ·
Willstätt ·
Wolfach ·
Zell am Harmersbach